# Kompania Forteczna „Jeleśnia”
152 kompania forteczna „Jeleśnia” – pododdział Wojska Polskiego, sformowany w sierpniu 1939, dowodzony przez por. Bronisława Lepczaka.
152 kompania forteczna „Jeleśnia” weszła w skład 1. Brygady Górskiej płk. Janusza Gaładyka.

## Dowódca
- por. Bronisław Lepczak

## Skład
- ciężki betonowy schron bojowy typu D „Boruta”: dowódca por. Bronisław Lepczak. Załoga 13 podoficerów i szeregowców. Uzbrojenie: 3 ckm kalibru 7,92 mm wz. 30 Browning i 1 rkm kalibru 7,92 mm wz. 28;
- ciężki betonowy schron bojowy typu D „Kustroń” – niewykończony. Planowana załoga: 1 oficer, 17  podoficerów i szeregowców. Docelowe uzbrojenie: 4 ckm kalibru 7,92 mm wz. 30 Browning i 1 rkm kalibru 7,92 mm wz. 28;
- ciężki betonowy schron bojowy typu D „Szyling” – niewykończony. Planowana załoga: 1 oficer, 19  podoficerów i szeregowców. Docelowe uzbrojenie: 1 armata przeciwpancerna kalibru 37 mm wz. 38 Bofors, 4 ckm kalibru 7,92 mm wz. 30 Browning i 1 rkm kalibru 7,92 mm wz. 28;
- ciężki betonowy schron bojowy typu D „Bernard” – niewykończony. Planowana załoga: 1 oficer, 17  podoficerów i szeregowców. Docelowe uzbrojenie: 1 armata przeciwpancerna kalibru 37 mm wz. 38 Bofors, 3 ckm kalibru 7,92 mm wz. 30 Browning i 1 rkm kalibru 7,92 mm wz. 28;
- ciężki betonowy schron bojowy typu D „Rydz-Śmigły” – niewykończony. Planowana załoga: 1 oficer, 18  podoficerów i szeregowców. Docelowe uzbrojenie: 4 ckm kalibru 7,92 mm wz. 30 Browning i 1 rkm kalibru 7,92 mm wz. 28.